# کوتاگودم
کوتاگودم (به انگلیسی: Kothagudem) یک منطقهٔ مسکونی در هند است که در بخش خمام (هند) واقع شده‌است. کوتاگودم ۳۲٫۱۰ کیلومتر مربع مساحت و ۷۹٬۸۱۹ نفر جمعیت دارد و ۸۹ متر بالاتر از سطح دریا واقع شده‌است.